# Dance in the Vampire Bund
Bailando con vampiros (ダンス イン ザ ヴァンパイアバンド Dansu in za Vanpaia Bando?, lit. Baila en la banda de vampiros) es un manga romántico y sobrenatural escrito e ilustrado por Nozomu Tamaki, que fue publicado en la revista seinen Comic Flapper. Además, ha sido licenciada para su publicación en inglés por Seven Seas Entertainment, y ha sido licenciada para su publicación en español en España por Yowu Entertainment bajo el nombre Bailando con vampiros, compañía que también licenció el anime para su emisión en España y América Latina. El anime basado en el manga consta de 12 episodios, y fue producido por la compañía SHAFT; siendo emitida en Japón del 7 de enero al 1 de abril de 2010 en la cadena AT-X.
La trama empieza desde la aparición de los vampiros en el mundo humano, y por miedo, el estado del mundo cambia en los que desean los conflictos y los que desean la paz.

## Argumento
La serie empieza con Mina Tepes, autoproclamada soberana de los vampiros, y su protector, el cual es un hombre lobo, Akira. Al igual que los otros vampiros, Mina se ha estado escondiendo de los humanos por mucho tiempo. Tratando de terminar los centenarios años de aislamiento, Mina consigue permiso para construir un distrito donde habitarán vampiros, "El Bund", frente a las costas de Japón por el pago de la totalidad de la deuda nacional del gobierno japonés. Mina luego revela al mundo la existencia de los vampiros y su deseo de que ambas razas vivan en paz. Desafortunadamente, en el proceso aparecen organizaciones opositoras que intentan matar a Mina e interferir con su deseo de que ambas razas puedan vivir en paz.

## Personajes

### Principales
Princesa Mina Tepes
Seiyū: Aoi Yūki (Japonés), Susana Moreno (Hispanoamérica)
Es la protagonista de la historia, es "Hija de Lucretia, descendiente de Vlad y es la soberana de los vampiros", su país originario es Rumania y actualmente vive en el Bund de los Vampiros en Japón, del cual es dueña al pagar una millonaria deuda del mismo, constituyéndolo como su nuevo castillo. 
Físicamente posee un cuerpo de una niña de 12 años siendo en realidad una vampiresa de alrededor 300 años. Su carácter varía drásticamente en las diversas situaciones en las que se ve involucrada, pasando de ser una niña super mandona a una criatura dulce y benevolente, como también en transformarse en un ser totalmente cruel con sus adversarios. 
Además de esto ella posee una "verdadera forma", es decir, un cuerpo de mujer con alas, forma que la ocupa para batallas complejas y conformando uno de sus mayores secretos. Ella conoció a Akira cuando él era un niño pequeño y el vínculo que los une en la historia es una promesa entre ellos. A pesar de su amor, ella es la correspondiente a ser la prometida de uno de los tres vampiros también pertenecientes a la sangre noble, quienes disputarán por ella y de esa forma tener el único hijo que la princesa puede engendrar.
Akira Kaburagi Regendorf
Seiyū: Yūichi Nakamura (Japonés), Eduardo Garza (Hispanoamérica)
Al Crecer en el mundo de los humanos, Akira conoció a Mina cuando era niño y se volvió muy apegado a ella, haciendo con ella una promesa de siempre protegerla. Cuando se vuelve a ver con Mina, da a entender que está enamorado de ella, esto se resalta al final. Esto se convirtió en una realidad más tarde en su vida, cuando fue revelado por su padre que este es el fin de Akira por haber nacido para proteger a Mina. Akira se preocupa profundamente por Mina, yendo tan lejos como para protegerla en el sacrificio de su propio cuerpo si es necesario. Akira es del clan de Gaia, que es un clan de hombres lobo, por eso tiene una resistencia increíble al daño físico y asombrosas capacidades de regeneración, además de la fuerza bruta feroz. Después de que los vampiros se revelan al mundo se ve obligado a proteger a Mina constantemente, él entra en conflicto con sus compañeros humanos, casi todos ellos de inmediato lo tratan con desconfianza y el odio por supuestamente aliarse con los vampiros. Los demás hombres lobo lo llaman como el líder Sir Regendorf. Al final de la historia Akira ha de superar la mayor prueba, así recuperando su memoria y salvando a Mina haciendo otra promesa, "Juntos eternamente".
Yuki Saegusa: 
Seiyū: Chiwa Saitō (Japonés), Alondra Hidalgo (Hispanoamérica)
Estudiante de secundaria aparentemente enamorada de Akira y más tarde en la historia, la mejor amiga de la Princesa Mina, llegando a autoproclamarse, ambas, "Amigas del alma". Ella confesó sus sentimientos hacia Akira, pero este le rechazó por ser un hombre lobo.
Veratos:
Seiyū: Yūko Kaida (Japonés), Cony Madera (Hispanoamérica)
Conocida como "Vera" Es una sirvienta vampiresa de la princesa, se caracteriza por luchar en combates y participar en investigaciones contra los conspiradores de la princesa. Originalmente trabaja para la realeza desde que se hizo amiga de Lucresia, madre de la princesa Mina, a quien ofreció voluntariamente su sangre. 
Nanami Shinonome: 
Seiyū: Shizuka Itō (Japonés), Carla Castañeda (Hispanoamérica)
Es la presidenta del consejo estudiantil de su escuela, más tarde en la historia será transformada en vampiresa por Francesca y será su esclava y sirvienta, en resumen pasará a ser la sirvienta de la princesa Mina luego de que ella venciera a Francesca. 
Yuzuru: 
Seiyū: Mika Itō (Japonés)
Es un chico de 13 años que se encariñó con Shinonome Nanami su vecina, con quien pasaba gran parte de su tiempo, él más tarde será convertido en vampiro por Nanami a la vez en su novio.

### Secundarios
Neri, Nero y Neera: Sirvientas de la reina. 
Bella Tooth: sustituta de la princesa que se hace pasar por ella en un programa de TV en Japón. 
Hirai Seiichi: Es un demonio, trabaja para una organización; trata de capturar a Mina.
Vampiros de sangre noble.
Junto con Mina, forman lo que se conoce como los últimos sobrevivientes de los cien clanes vampiro. Son además los causante de la muerte de la madre de Mina, Lucrecia la antigua reina de los vampiros, quien fue asesinada días después de dar a luz, a su hija Mina.
Lord Rosenmann: 
Seiyū: Kenji Hamada
Al parecer el líder de los tres nobles, astuto y confiado es el que toma la decisión de visitar el bund. 
De aspecto delgado, cabello rubio y corto, con un parche en su ojo izquierdo.

Lord Li: Callado y siempre cubriéndose la boca con un abanico, puesto que carece de labios que oculten sus dientes, semejantes a los de un tiburón. Su aspecto es el de un noble oriental.
Lord Ivanovic: De los tres el más viejo. Su aspecto es el de una persona de entre 30 y 40 años, cabello largo negro, y usa un abrigo de piel.

## Contenido de la obra

### Anime
La promoción del anime fue lanzada en enero de 2010. Desde ese tiempo, todos los 12 episodios han sido emitidos en Japón. El 4 de marzo de 2010, FUNimation Entertainment anunció que fueron adquiridas las licencias para emitir Dance in the Vampire Bund y las voces al igual que las imágenes serán subtituladas, pocos días del lanzamiento original en Japón.

#### Banda sonora
Tema de apertura
«Friends», interpretado por Aiko Nakano.
Tema de cierre
«Tsumeato», interpretado por Hibiku.
OST
Por: Akio Dobashi
1. Kyuuketsui
2. BUND
3. KENKOKU
4. HATSUDOU
5. KYOUI
6. SENKETSU
7. HIMITSU
8. KOIJI
9. KYOUKI
10. Zangyaku